# 船橋市立三山中学校
船橋市立三山中学校（ふなばししりつ みやまちゅうがっこう）は、千葉県船橋市三山六丁目にある公立中学校。通称は「三山中」（みやまちゅう）。

## 部活動
※ボランティア部に関しては、記述を避ける。（廃止決定のため）
- 野球部　20名
- サッカー部　17名
- 男子ソフトテニス部　11名
- 女子ソフトテニス部　19名
- ソフトボール部　1名
- バレーボール部　15名
- 男子バスケット部　23名
- 女子バスケット部　16名
- 吹奏楽部　17名
- 美術工芸部　16名

## 交通
- JR総武線津田沼駅から三山車庫行き・八千代台駅行きバスで三山車庫にて下車

## 行事
- 入学式
- 新入生歓迎会
- 校外学習
- 修学旅行
- 体育祭
- 合唱祭
- 三送会
- 卒業式